# Paulo Crumbim
Paulo Rodrigo Vieira Funfas, mas conhecido como Paulo Crumbim é um quadrinista brasileiro. Junto com sua esposa, Cristina Eiko, publica desde novembro de 2010 o site de webcomics Quadrinhos A2, que já teve duas edições impressas com compilações de suas HQs autobiográficas. Em 2012, criou o projeto multimídia Gnut, que envolve webcomics, animação, livro e games, em 2013, lançou uma campanha no site Catarse, logo em seguida, o livro Quadrinhos A2 - Segunda Temporada ganhou o 25º Troféu HQ Mix na categoria "melhor publicação independente de autor", além disso, o casal ilustrou uma história do graphic novel Futuros Heróis de Estevão Ribeiro. No mesmo ano, foi anunciado que Paulo participaria do projeto Graphic MSP, sendo responsável, junto com Cristina, pelo álbum do personagem Penadinho. 
Em 2017, o álbum foi publicado na França, pela editora Glénat, com o título de Fantomino.